# Clavularia griegii
Clavularia griegii is een zachte koraalsoort uit de familie Clavulariidae. De koraalsoort komt uit het geslacht Clavularia. Clavularia griegii werd in 1944 voor het eerst wetenschappelijk beschreven door Madsen. 